# Châteaubriant
Châteaubriant település Franciaországban, Loire-Atlantique megyében. Lakosainak száma 12 231 fő (2022. január 1.). Châteaubriant Erbray, Louisfert, Rougé, Saint-Aubin-des-Châteaux és Soudan községekkel határos.

## Népesség
A település népességének változása:
| Lakosok száma | 11 986 | 14 023 | 12 783 | 12 390 | 11 866 | 12 067 | 11 974 | 12 031 | 12 016 | 12 231 |
|               | 1968   | 1982   | 1990   | 2006   | 2013   | 2015   | 2017   | 2019   | 2020   | 2022   |